# Informační bezpečnost
Informační bezpečnost představuje ochranu informací ve všech jejich formách a po celý jejich životní cyklus - tedy během jejich vzniku, zpracování, ukládání, přenosu a likvidace.

## Předmět ochrany
Předmětem ochrany z pohledu informační bezpečnosti jsou informace bez ohledu na to, zda jsou uloženy v informačním systému, vytištěny na papíře nebo existují pouze v něčí mysli. Dochází k ochraně informací za účelem snižování rizik. Je součástí řízení rizik a obvykle zahrnuje prevenci nebo snížení pravděpodobnosti neoprávněného/nepřípustného přístupu k datům nebo nezákonného použití, vyzrazení, narušení, vymazání, poškození, modifikace, kontroly, záznamu nebo znehodnocení informací. Následně jsou implementována opatření, která mají za úkol odstranit nebo alespoň snížit dopady rizik na chráněné zájmy. Chráněné informace mohou mít jakoukoli podobu, např. fyzickou nebo elektronickou, hmotnou (dokumenty v papírové formě) nebo nehmotnou (znalosti).
Samotná bezpečnost informací vychází z hlavních pojmů, kterými jsou důvěrnost, dostupnost a integrita dat. Tyto tři vlastnosti musí být zachovány kvůli bezpečnosti informací. Opatření jsou implementována, aby se zamezilo jakémukoliv narušení bezpečnosti informací, ale zároveň tato opatření nesmí narušit produktivitu organizace, efektivní implementaci a využití informací. Bezpečnosti informací se dosahuje pomocí strukturovaného procesu řízení rizik, které má následující kroky:
1. identifikovat informace, související aktiva a jejich zranitelnost, následně identifikovat jednotlivé hrozby a jejich dopady,
2. vyhodnocení rizik,
3. rozhodnout se ohledně jednotlivých rizik, jak s nimi dále nakládat, tj. vyhnout se jim, zmírnit je nebo akceptovat,
4. pokud je potřeba zmírnit rizika, jsou navrženy a implementovány protiopatření a bezpečnostní kontrolní mechanismy,
5. monitorování činností, implementace zpětných vazeb a využívat příležitosti ke zlepšení bezpečnosti informací.[7]

## Přehled
Základem bezpečnosti informací je zajištění důvěrnosti, integrity a dostupnosti informací, díky tomu informace nebudou ohroženy při krizové situaci nebo jiných problémech. Krizové situace vznikají pomocí různorodých iniciátorů, např. přírodní živly, poruchy softwaru/hardwaru nebo činností člověka. Existují technické a netechnické otázky bezpečnosti informací. Technický typ se zaměřuje především na technicky orientované znalosti a nástroje (např. šifrovací techniky), které jsou potřebné k zabezpečení a ochraně informací. Netechnické obsahují veškeré netechnicky zaměřené znalosti, které jsou potřebné k zabezpečení a ochraně informací. Jsou to například otázky ohledně etiky, práva a kultury bezpečnosti.
Postupem času veškeré obchodní operace a každodenní činnosti přecházejí do digitální podoby, a proto je nutné se specializovat na bezpečnost digitálních informací. Tímto oborem se zabývají specialisté na bezpečnost informačních technologií (IT). Většina velkých podniků/institucí má své vlastní specialisty na bezpečnost IT, kteří jsou zodpovědní za zabezpečení všech technologií v podniku před škodlivými kybernetickými útoky. Tyto útoky mají za cíl získat nebo poškodit kritické soukromé informace.

### Hrozby
Hrozby pro bezpečnost informací se vyskytují v mnoha různých podobách. Nejčastější hrozby v současnosti cílí na digitální informace a jsou to například softwarové útoky, krádeže identity anebo krádeže duševního vlastnictví. Některé hrozby se pouze přesunuly do IT sféry, jako třeba krádeže zařízení, informací a vydírání informací. Softwarové útoky se provádějí různými způsoby, ale nejčastěji se používají viry, červi, phishingové útoky nebo trojské koně. Krádež identity spočívá v tom, že útočník vystupuje jako někdo jiný, proto aby získal citlivé informace dané identity nebo využití přístupu ukradené identity ke kritickým informacím organizace.
Krádeže zařízení a informací jsou čím dál častější, protože většina elektroniky se zmenšuje a stává se mobilnější, a navíc objem datové kapacity se zvyšuje. Díky tomu narůstá šance krádeže dat a informací. I prodej zařízení představuje riziko, pokud nedojde ke specializovanému smazání dat.
Největší hrozbou pro bezpečnost informací organizace jsou lidé, a to uživatelé nebo samotní interní zaměstnanci organizace, kteří představují vnitřní riziko pro danou organizaci.
Veřejná správa, armáda, nemocnice a další organizace shromažďují spoustu informací a dat o svých obyvatelích, zaměstnancích, zákaznících anebo o produktech či výzkumu. Tyto informace musí být bezesporu důkladně chráněny proti odcizení nebo zneužití.
Reakce na hrozby:
- snížení/zmírnění – snahou je zavést protiopatření, které odstraní nebo sníží zranitelnost
- převedení – jde o přenesení nákladů na hrozbu na jiný subjekt (outsourcing nebo nákup pojištění)
- akceptování – po vyhodnocení se dojde k závěru, že náklady na protiopatření převažují nad dopady způsobené hrozbou.[19]

## Historie
Od počátků komunikace diplomaté a vojenští velitelé vyžadovali zajištění důvěrnosti komunikace, a to pomocí mechanismů a prostředků, které by také odhalovaly nechtěnou manipulaci s korespondencí. Nejznámějším historickým příkladem je Caesarova šifra, která znemožňovala nepovolaným osobám přečíst tajnou zprávu v případě, že by se zpráva dostala do špatných rukou. Více se ale dosahovalo ochrany informací pomocí procedurálních kontrol manipulace. Citlivé informace se dávaly pouze důvěryhodným osobám. Tyto informace byly označeny, střeženy a uloženy do pevné schránky.
V polovině 19. století vlády vyvinuly složitější systémy utajování, díky kterým mohly spravovat důležité informace podle stupně citlivosti. Příkladem může být zákon o úředním tajemství z roku 1889, který kodifikovala britská vláda. První oddíl tohoto zákona se zabýval špionáží a nezákonným vyzrazováním informací, zato druhý oddíl se zabýval porušením úředního tajemství. Následně byla dodána část o ochraně veřejného zájmu, ta bránila vyzrazení informací v zájmu státu.
V meziválečném období se stala ochrana a kódování informací sofistikovanější, a to díky zavedení strojů. Při 2. světové válce vznikla potřeba zabezpečit velký objem dat a informací, dále se musely sjednotit systémy utajení a procedurálních kontrol spojeneckých zemí. Tyto potřeby později vedly k zavedení počítačové bezpečnosti a odstartovaly historii informační bezpečnosti. Během studené války byly různé počítače propojeny online, proto aby plnily složitější úkoly při přenosu dat. V roce 1968 se vytvořil projekt v rámci ozbrojených sil Spojených států. Projekt byl zaměřen na výměnu informací a měl název ARPANET. Jednalo se o předchůdce dnes již známého internetu. Na počátku měl ARPANET velké nedostatky a byl zranitelný.
Koncem dvacátého století došlo k velkému pokroku v telekomunikacích, počítačovém hardwaru a softwaru. Došlo také k pokroku při šifrování dat. Rapidní nárůst a rozšíření využívání elektronických dat vedlo ke vzniku akademických disciplín, které se zabývají počítačovou bezpečností a spolehlivostí informačních systémů.

## Základní principy

Atributy bezpečnosti informací

Jádrem bezpečnosti informací jsou důvěrnost, integrita a dostupnost. Objevují se i názory, že s vývojem informační bezpečnosti, by se měla tato triáda rozrůst o průsečíky mezi vrcholy těchto tří vlastností.

### Důvěrnost
Pojem důvěrnost je zabezpečení informací před neoprávněným přístupem. Ochranou důvěrnosti se rozumí vytvoření vhodných úrovní přístupu k informacím. Jde o to, aby daná informace byla poskytnuta oprávněné osobě. Důvěrnosti je dosaženo pomocí rozdělení informací do kategorií, které jsou organizovány podle toho, kdo by k nim měl mít přístup a podle citlivosti informací. Mezi prostředky pro zavedení a správu důvěrnosti se považuje oprávnění k souborům, seznamy řízení přístupu a šifrování souborů a informací.

### Integrita
Pojem integrita znamená, že informace jsou chráněny proti neoprávněným úpravám nebo smazání. Některé informace nesmí být nevhodně modifikovatelné, protože může dojít k narušení důvěrnosti a vzniku negativních dopadů na organizaci. Ne ale všechny informace musí být zabezpečené vůči úpravám, proto jsou i zde implementovány oprávnění ke změnám informací. U nejvíce dostupných informací, které jsou neustále upravovány musí existovat reverzibilita. To znamená, že v případě nechtěné změny lze vrátit provedené operace zpět.

### Dostupnost
V neposlední řadě jde o pojem dostupnost, to znamená, aby informace byly dostupné v případě potřeby. Podstatou dostupnosti je poskytovat informace bez výpadků, selhání a nevyžádaných útoků na infrastrukturu. Pro dosažení dostupnosti informací se implementují opatření proti výpadkům, jako jsou například záložní zdroje energie nebo zálohování a schopnost obnovy po havárii. Proti selhání a zajištění efektivní provozuschopnosti je nutné neustále upgradovat nosné systémy. Opatřením proti nevyžádaným útokům jsou různé bezpečnostní opatření s cílem odhalit a zamezit těmto útokům.

## Řízení bezpečnosti informací
Cílem řízení bezpečnosti informací je shrnout veškeré zásady bezpečné práce s informacemi všeho druhu a různých typů. Řízení bezpečnosti informací obsahuje postupy pro např. ukládání a následné zpracování dat a informací, zásady skartace a archivace, postupy, jak poskytovat informace novinářům a zásady pro veřejné vystupování pracovníků organizace. Užším pohledem na řízení bezpečnosti informací je samotná bezpečnost IT, která se zaměřuje pouze na ta aktiva, která jsou součástí informačního systému organizace.
Snahou bezpečnosti informací je zajistit tří cíle a to dostupnost, důvěrnost a integritu informací. Aby bylo dosaženo těchto cílů, musí se implementovat bezpečnostní mechanismy a systém řízení bezpečnosti informací. Řízení celé organizace je systém a systém řízení bezpečnosti informací je jeho součást. Úkolem systému je si zakládat na přístupu k rizikům činností, jež jsou orientovány na ustanovení, zavádění, provoz, monitoring, přezkoumávání, údržbu a zlepšování bezpečnosti informací. Systém je založen na principu modelu PDCA. Pro ustanovení a zavedení systému řízení bezpečnosti informací byla zpracována norma ČSN EN ISO/IEC 27001. Norma specifikuje požadavky na zavedení nástrojů řízení bezpečnosti, upravených podle potřeb jednotlivých organizací nebo jejich částí.
Norma ČSN EN ISO/IEC 27001 dává organizacím možnost certifikovat jejich systémy řízení bezpečnosti. Certifikační proces probíhá v několika krocích. V prvním kroku se zkontroluje veškerá existující současná dokumentace a zásady. Zpravidla dokumentace vychází z normy, ale není to pravidlem. Druhý krok obsahuje testování účinnosti zavedených politik organizace. Poslední krok zajišťuje aktuálnost organizací pomocí přehodnocování v průběhu času. Tento aspekt kontroly vychází z metody PDCA.
Základním nástrojem systému řízení bezpečnosti informací je analýza rizik. Ta poskytuje organizaci efektivní prostředek na kvalifikované určování priorit v oblasti bezpečnosti informací. Tento nástroj se využívá při strategickém ale i operativním řízení bezpečnosti. Riziko je vyjádřeno pomocí pravděpodobnosti výskytu hrozby a následné negativní dopady na systém nebo organizaci (škoda). Tento koncept rizika je velmi důležitý, protože jdou s rizikem provádět matematické operace a dále ho zpracovávat. Při rozhodování, jestli dané riziko bude akceptováno, eliminováno nebo sníženo pomocí protiopatření se využívá právě analýza rizik. Analýza poskytne přehled o cenných a důležitých aktivech organizace, dále o stupni závažnosti a potřebných nákladech na řešení rizik.
Rozhodnutí, jestli se budou implementovat bezpečnostní opatření závisí na velikosti míry rizika (závažnost dané hrozby vůči chráněnému aktivu) a finančních nákladech protiopatření. V situaci, kdy míra rizika není vysoká, nemusí se implementovat finančně náročná bezpečnostní opatření. Vůči jedné hrozbě lze implementovat více bezpečnostních opatření, ale jde to i naopak, tak že bezpečnostní opatření působí proti více hrozbám.

## Další důležité koncepty
V praxi je důležité zajistit také
- autentizaci (ověření, že subjekt je tím, za koho se vydává)
- autorizaci (omezení dostupnosti operací, jakými jsou například čtení nebo zápis informací, jen pro oprávněné uživatele)
- nepopiratelnost (vyloučení možnosti popřít dřívější provedení nějaké operace)